# Гуал
Гуал (на английски: Guale) е северноамериканско индианско племе, което по времето на испанското колонизиране на Флорида живее по крайбрежието на Джорджия, от Сейнт Андрюс Саунд, до река Савана. В края на 17 и началото на 18 век, гуал са почти унищожени от епидемии и войни с други племена. Някои от оцелелите се местят в испанските мисии във Флорида, а други остават в родината си. Заедно с други оцелели групи те образуват племето ямаси.

## Език
Няма постигнат консенсус между учените за езика на гуал. Повечето смятат, че езикът им е мускогски, но не са намерени никакви доказателства за това. Известно е, че един йезуитски мисионер е записал граматиката на езика им, но записките му така и не са открити.

## Култура
В началото на контакта им с европейците, гуал са типично Югоизточно племе, занимавайки се поравно със земеделие, лов, риболов и събирачество. Племето е организирано в 6 вождевства (чийфдомс), начело с върховен вожд. Основните села са големи, с голям централен площад, около който са наредени жилищата на хората. На високи могили около площада са построени храмове и жилищата на вожда и висшата класа. Около един такъв град може да има едно или няколко по-малки села.

## Подразделения
Според грубите преценки на учените, в най-добрите си години, гуал наброяват около 4000 души, които живеят в 30 – 40 селища организирани в 6 вождовства.
- Асао-Талахе – заемайки района около устието на река Алтамаха
- Еспогаче-Тупикуи – по река Сапело
- Гуал-Толомато – на остров Сейнт Катрин и на река Саут Нюпорт
- Алусте – по река Асапо
- Тулафина – по река Мидуей
- Сатуаче – по река Огичи[1]

## История

### Праистория
Според различни археологически доказателства, гуал живеят по крайбрежието на Джорджия и близките острови най-малко от 1150 г. Предците на историческите гуал са строяли насипни могили и големи изкопни работи характерни за ранната култура Мисисипи.

### Контакт с европейците
Гуал може би срещат европейци още в началото на 16 век, но действителният контакт е през 1562 г., когато французите основават малка колония на Парис Айлънд, Южна Каролина и се свързват с гуал, които те наричат по името на върховния им вожд, Оаде. Гуал поддържат добри отношения с краткотрайното френско селище наречено Шарлсфорт.
След като испанците изгонват французите от Флорида, продължават на север, за да изгонят и малкото французи установили се сред гуал. Територията на гуал става една от четирите основни провинции на Испанска Флорида, след Тимукоа, Мокама и Апалачи. До края на 17 век испанците успяват да открият мисия във всяко едно от вождевствата им. От четирите провинции обаче, Гуал е най-нестабилната. Племето въстава срещу испанците още през 1597 г. През 1645 г. въстават отново и почти унищожават мисиите.
След 1660 г. много други индианци, бягащи от агресията на племето весто на север идват в територията на гуал. Испанците първи използват терминът ямаси за новодошлите. Между 1675 и 1684 г. весто, подкрепяни от колонистите в Каролина и Вирджиния унищожават системата на испанските мисии в провинция Гуал. До 1684 г. всичките 6 мисии са изоставени, и от испанците, и от индианците. Ямасите, гуал и другите, живеещи в мисиите се разпръсват. Някои последват испанците до Флорида, а други отиват на запад при криките. След Войната ямаси от 1715 г., от гуал остават шепа хора, които живеят главно около Сан Аугустин, а от 1726 г. името им не се споменава повече.